# Randy Wolf
Pour les articles homonymes, voir Wolf.
Randall Christopher Wolf (né le 22 août 1976 à Canoga Park, Californie, États-Unis) est un ancien lanceur gaucher de baseball. Il évolue dans les Ligues majeures de baseball durant 16 saisons, de 1999 à 2015. Il porte les couleurs de 8 clubs des majeures et représente l'un d'entre eux, les Phillies de Philadelphie, au match des étoiles en 2003.

## Carrière
Randy Wolf est repêché le 3 juin 1997 par les Phillies de Philadelphie au deuxième tour de sélection.
Il débute dans les majeures en juin 1999 et connaît quatre saisons de 10 victoires ou plus, dont un sommet de 16 en 2003, au cours de son passage de 8 saisons à Philadelphie.
Signé comme agent libre par les Dodgers, il passe la saison 2007 à Los Angeles, avant de partager la campagne 2008 entre les Padres de San Diego et les Astros de Houston.
En 2009, il est rapatrié par les Dodgers. Il mène la Ligue nationale pour le nombre de départs au monticule (34) et présente un dossier victoires-défaites de 11-7. 

### Brewers de Milwaukee
En décembre 2009, il signe un contrat de 3 ans avec les Brewers de Milwaukee.
Il remporte 13 victoires à chacune des deux premières années de se contrat, et abaisse sa moyenne de points mérités de 4,17 en 2010 à 3,69 en 2011. Il effectue 34 et 33 départs, respectivement, en saison régulière, et lance chaque fois plus de 200 manches par saison. 
En 2011, il est choisi par les Brewers pour amorcer le 4e match de la Série de divisions contre les Diamondbacks de l'Arizona, alors que son club n'a besoin que d'une victoire pour passer à la ronde éliminatoire suivante. Wolf est toutefois victime de 8 coups sûrs et 7 points mérités en seulement 3 manches lancées et écope de la défaite. Milwaukee élimine toutefois Arizona et à son seul départ dans la Série de championnat de la Ligue nationale, Wolf se montre solide avec deux points accordés en 7 manches pour remporter la victoire dans la 4e partie contre les Cardinals de Saint-Louis.
Wolf connaît une difficile saison 2012. Les Brewers le libèrent de son contrat le 22 août, alors que Wolf est premier parmi tous les lanceurs des majeures pour le nombre de coups sûrs (179) et de points mérités (90) accordés à l'adversaire. Sa moyenne de points mérités s'élève à 5,69 en 142 manches et un tiers lancées en 25 matchs. Il n'a que trois victoires contre dix défaites.

### Orioles de Baltimore
Le 31 août 2012, il rejoint les Orioles de Baltimore. Il ne lance que 15 manches et un tiers en 5 parties, dont deux comme lanceur partant, avec Baltimore. Sa moyenne de points mérités s'élève à 5,28 avec deux victoires. Il termine sa saison 2012 avec une moyenne de 5,65 en 142 manches et un tiers lancées pour Seattle et Baltimore, pour qui il remporte 5 victoires au total contre 10 défaites. Il est opéré en octobre au coude gauche et rate toute la saison 2013.

### Marlins de Miami
Le 13 février 2014, Wolf signe un contrat des ligues mineures avec les Mariners de Seattle. Retranché par l'équipe, il signe chez les Diamondbacks de l'Arizona le 11 avril suivant. Le club le libère un mois plus tard sans avoir fait appel à ses services. Wolf est récupéré par les Marlins de Miami, pour qui il effectue 4 départs et deux présences en relève : il remporte un match contre 3 défaites et présente une moyenne de points mérités de 5,26 en 25 manches et deux tiers lancées.

### Tigers de Détroit
Wolf rejoint les Angels de Los Angeles le 26 juillet 2014 mais ne lance finalement pas avec l'équipe. Le 18 mars 2015, il signe un contrat des ligues mineures avec les Blue Jays de Toronto. Il ne joue pas pour Toronto. Son contrat est racheté le 20 août 2015 par les Tigers de Détroit, avec qui il joue ses 8 derniers matchs dans les majeures. Son dernier est disputé le 4 octobre 2015.

### Bilan
En 16 saisons, de 1999 à 2015, Randy Wolf a disputé 390 matchs dans le baseball majeur, dont 379 comme lanceur partant. Sa moyenne de points mérités s'élève à 4,24 en 2 328 manches et un tiers lancées, avec 1 814 retraits sur des prises, 133 victoires, 125 défaites, 13 matchs complets dont 9 blanchissages, et un sauvetage obtenu lors d'une rare sortie en relève en 2014.
En séries éliminatoires, il a lancé 19 manches pour les Dodgers en 2009 et les Brewers en 2011. En 4 départs, il compte une victoire contre une défaite mais une désastreuse moyenne de points mérités de 6,63. Celle-ci est cependant élevée en raison d'un match particulièrement mauvais contre Arizona dans la Série de divisions de 2011, où il alloue 7 points mérités en 3 manches.